# Grb Bahreina
Grb Bahreina je 1930-ih dizajnirao britanski savjetnika Kralja Bahreina (tada Emira). Grb je dizajniran na isti način kao i zastava, gdje pet zubaca predstavlja pet stubova islama.

## Također pogledajte
- Zastava Bahreina